# Зальцгиттер
Зальцгиттер (нем. Salzgitter) — город в Германии, в земле Нижняя Саксония. Население — 98,1 тыс. жителей (2013). Прославился производством оружия в XIV—XVI веках.

## Население
| Год  | Население |
| ---- | --------- |
| 1990 | 112 689   |
| 1995 | 117 842   |
| 2000 | 112 934   |
| 2005 | 108 763   |
| 2010 | 103 446   |
| 2013 | 98100     |

## Экономика
В городе расположены заводы компаний:
- Salzgitter AG,
- Volkswagen,
- Robert Bosch GmbH,
- MAN,
- Alstom.

## Города-побратимы
- Россия: Старый Оскол
- Финляндия: Иматра
- Франция: Кретей
- Германия: Гота
- Польша: Катовице